# Baby's Day Out
Baby's Day Out is een Amerikaanse komische film uit 1994, geregisseerd door Patrick Read Johnson. De film is geproduceerd door Richard Vane en John Hughes. 

## Plot
Centraal staat Bennington Austin "Bink" Cotwell IV, de baby van het rijke echtpaar Laraine Cotwell en Bennington Austin "Bing" Cotwell III. Wanneer de ouders besluiten een foto van hun kind te laten maken voor de geboorteadvertenties van de krant, doen drie criminelen genaamd Eddie, Norby, en Veeko zich voor als de fotografen om het jongetje te ontvoeren voor losgeld.
Eenmaal in de schuilplaats van het drietal, gaat de ondernemende baby er echter al snel vandoor. Wanneer Eddie, Norby en Veeko de verdwijning van Bink ontdekken, zetten ze de achtervolging in. 
Wat volgt is een kat en muisspel waarbij Bink, zich volkomen onbewust van elk gevaar, een weg door de stad begeeft en daarbij alle locaties uit zijn favoriete boek, “Baby’s Day Out”, bezoekt, achtervolgd door zijn drie ontvoerders. De jacht op Bink brengt hen onder andere naar een warenhuis, de dierentuin (waar Bink tijdelijk bescherming krijgt van een gorilla), een stadspark, en ten slotte een bouwterrein. De drie ontvoerders proberen tevergeefs om Bink te onderscheppen, maar krijgen hierbij het ene ongeluk na het andere. Na hun laatste nederlaag op het bouwterrein keren ze ten slotte verslagen huiswaarts.
Aan het eind van de dag arriveert Bink bij een verzorgingshuis voor oud-soldaten, waar hij herkend wordt omdat zijn foto inmiddels in het nieuws is geweest. Ook Bink’s ouders ontdekken waar hij is nadat ze van de FBI horen waar Bink overal gesignaleerd is, en deduceren dat hij het verhaal uit zijn boek volgt. Ze halen hem op in het tehuis. Op weg naar huis identificeert Bink de flat waar zijn ontvoerders wonen, en het drietal wordt gearresteerd.

## Cast
| Acteur                            | Personage                            |
| --------------------------------- | ------------------------------------ |
| Adam Robert Worton                | Bennington Austin "Bink" Cotwell IV  |
| Jacob Joseph Worton               | Bennington Austin "Bink" Cotwell IV  |
| Joe Mantegna                      | Edgar "Eddie" Mauser                 |
| Joe Pantoliano                    | Norbert "Norby" LeBlaw               |
| Brian Haley                       | Victor "Veeko" Riley                 |
| Lara Flynn Boyle                  | Laraine Cotwell                      |
| Matthew Glave                     | Bennington Austin "Bing" Cotwell III |
| Cynthia Nixon                     | Gilbertine                           |
| Fred Dalton Thompson              | Dale Grissom                         |
| John Neville                      | Mr. Andrews                          |
| Robin Baber                       | Ursula                               |
| Trever Dalton                     | Norm                                 |
| Eddie Bracken – Oude Soldaat      |                                      |
| Dawn Maxey – Medewerker warenhuis |                                      |
| Verne Troyer                      | Baby Bink's stuntman                 |

## Achtergrond
De film is grotendeels opgenomen in Fox Studios. Onder andere de sets voor het landhuis van de familie Cotwell, de dierentuin, en het bouwterrein werden hier gebouwd. Jerry Goldsmith werd aanvankelijk benaderd om de filmmuziek te componeren, maar moest het aanbod afslaan omdat hij het te druk had met zijn werk voor The Shadow.
Baby's Day Out kreeg voornamelijk negatieve recensies van critici. Op Rotten Tomatoes krijgt de film van 24% van de recensenten een goede beoordeling. Roger Ebert was van mening dat de grappen in de film wellicht beter zouden werken in een animatiefilm, maar prees wel de Worton-tweeling voor hun rol als Bink. Hij gaf de film uiteindelijk 1,5 sterren op een schaal van 5. Eberts partner Gene Siskel was positiever over de film, die volgens hem vooral kinderen aan zou spreken.
In Amerika bracht de film uiteindelijk $16.827.402 dollar op, tegen een budget van 48 miljoen dollar.
Baby's Day Out werd echter een groot succes in Zuid-Azië, met name India, Bangladesh en Pakistan. Zo was de film een jaar lang te zien in de grootste bioscoop van Calcutta. Er werden ook twee Aziatische remakes van de film gemaakt: In 1995 onder de titel Sisindri (in het Telugu) en in 1999 onder de titel James Bond (in het Malayalam). 
Een videospel gebaseerd op de film, voor de Super Nintendo Entertainment System, stond op de planning, maar werd op het laatste moment afgeblazen. Twee Prototypes van het spel zijn online nog te vinden. Er waren tevens plannen voor een vervolg getiteld “Baby's Trip to China”, maar deze is nooit gemaakt. 